# Barra d'adreces

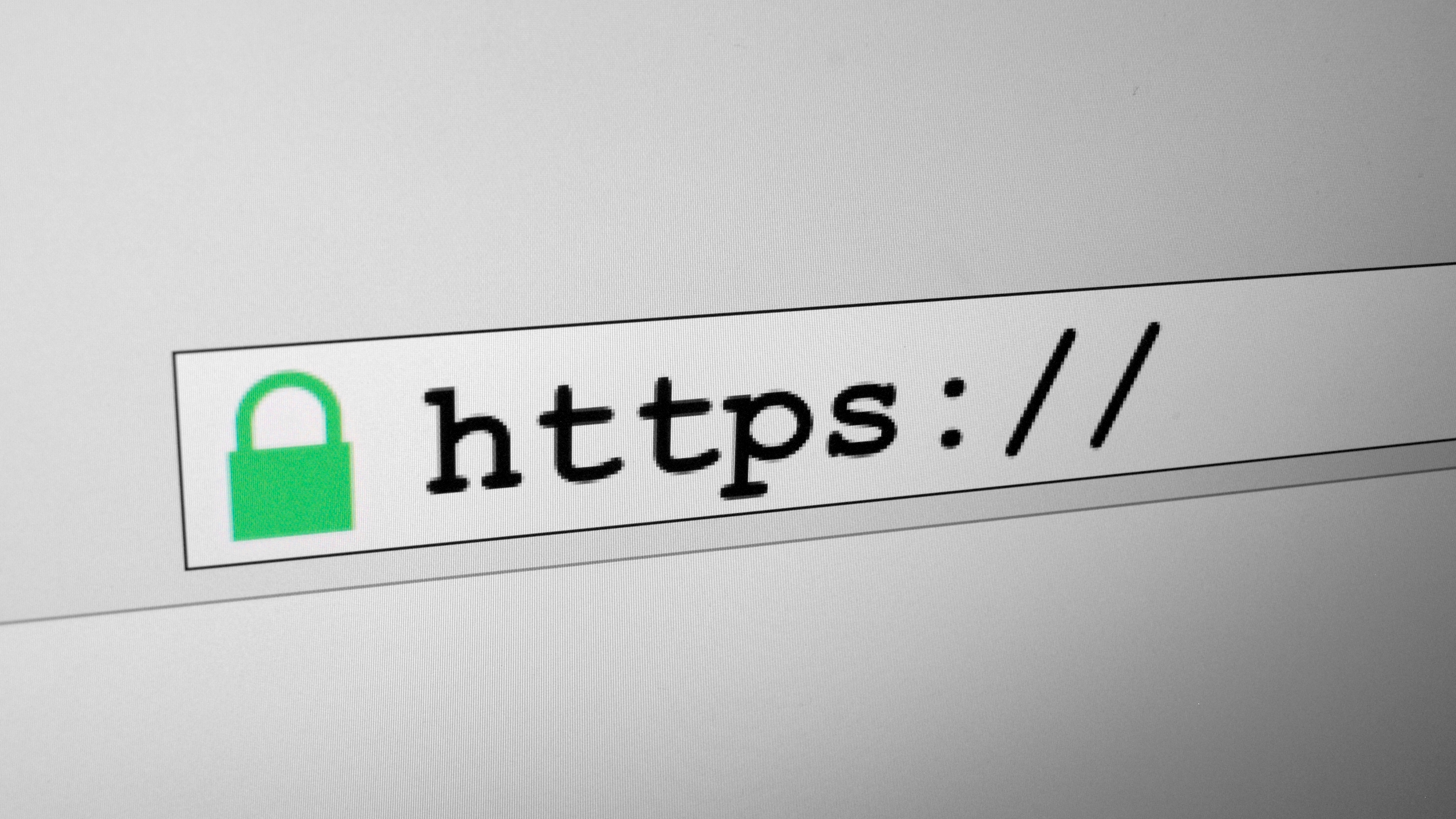
Una barra d'adreces.

En un navegador web, la barra d'adreces (també la barra d'ubicació o la barra d'URL ) és l'element que mostra l'URL actual. L'usuari pot escriure-hi una URL per navegar al lloc web escollit. A la majoria dels navegadors moderns, els que no són URL s'envien automàticament a un motor de cerca. En un navegador de fitxers, té el mateix propòsit de navegació, però a través de la jerarquia del sistema de fitxers.
Moltes barres d'adreces ofereixen funcions com ara l'emplenament automàtic i una llista de suggeriments mentre s'escriu l'adreça. Aquesta funció de correcció automàtica basa els seus suggeriments en l'historial del navegador. Alguns navegadors tenen dreceres de teclat per completar automàticament una adreça.

## Característiques
A part de l'URL, algunes barres d'adreces inclouen icones que mostren funcions o informació sobre el lloc. Per als llocs web que utilitzen un favicon (una petita icona que representa el lloc web), una petita icona pot estar present a la barra d'adreces, una icona genèrica que apareix si el lloc web no n'especifica cap. La barra d'adreces també s'utilitza per mostrar l'estat de seguretat d'una pàgina web; S'utilitzen diversos dissenys per distingir entre HTTP insegur i HTTPS encriptat, juntament amb l'ús d'un certificat de validació ampliat, que alguns llocs web utilitzen per verificar la seva identitat.

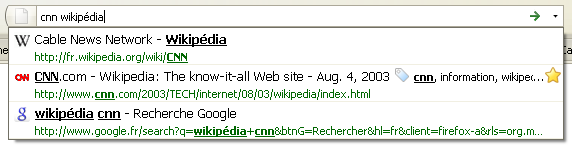
Un exemple del navegador Firefox que tracta text que no sigui URL com a terme de cerca

La majoria dels navegadors web permeten l'ús d'un motor de cerca si el terme escrit no és clarament una URL. Normalment també s'autocompletarà, si el motor de cerca ofereix aquesta funció, a les respostes populars, alguns motors fins i tot suggereixen respostes a consultes bàsiques de matemàtiques. Alguns navegadors, com ara Firefox, Opera i Google Chrome, permeten que l'usuari estableixi cerques específiques de llocs web. Per exemple, associant la drecera "!w" amb la Viquipèdia, es pot introduir "!w cake" a la barra d'adreces per navegar directament a l'article de la Viquipèdia per a cake . Aquesta característica està estandarditzada per als usuaris del motor de cerca DuckDuckGo com a "bangs".
Els navegadors web solen incloure una funció anomenada Marcadors intel·ligents . En aquesta funció, l'usuari estableix una ordre que permet accelerar una funció (com ara cercar, editar o publicar) d'un lloc web. Aleshores, s'escriu una paraula clau o un terme associat a l'ordre a la barra d'adreces i després s'introdueix el terme o selecciona l'ordre d'una llista.
En alguns navegadors, com Opera i Safari, la barra d'adreces pot duplicar-se com a barra de progrés que indica quant del contingut de la pàgina s'ha carregat.

## Comparacions
Les seccions següents comparen els widgets de la barra d'adreces per a alguns navegadors web coneguts.

### Firefox

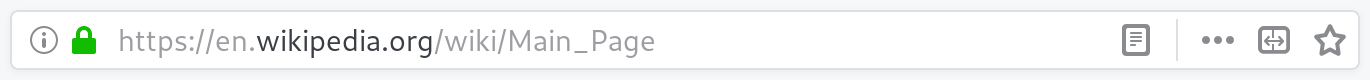
La barra d'adreces del Firefox quan visiteu la Viquipèdia en anglès